# Philippe Valmont
 (février 2023).
Pour les articles homonymes, voir Valmont.
Philippe Valmont, né le 30 mai 1968 à Levallois-Perret, dans les Hauts-de-Seine, est un acteur français.
Actif dans le doublage, il est la voix française régulière de Luke Wilson, Christian Bale, Paddy Considine, Will Arnett ainsi qu'une des voix récurrentes de Johnny Knoxville. Il a été la voix régulière de Heath Ledger et de James Franco. Il est également la voix du personnage Shinichi Kudo dans les cinq premiers films tirés de la série Détective Conan, sortis directement en vidéo en France.

## Biographie
Il commence sa carrière au théâtre où il interprète plus d'une vingtaine de personnages du répertoire classique[source secondaire souhaitée] de Molière, Alfred de Musset, Jean Racine, Paul Claudel, Georges Feydeau etc. Il joue notamment sous les directions de Kata Warga (du Théâtre National de Budapest), Yves Gasc (sociétaire honoraire de la Comédie-Française) et la commedia dell'arte[pas clair] à Venise sous la direction d'Adriano Iurissevich (Teatro A l'Avogaria).
Plus récemment[Quand ?], il aborde le répertoire contemporain de Jean-Claude Carrière, André Roussin, Michel de Ghelderode.
En 2006-2007 il est sur scène dans la comédie musicale Cabaret ou il interprète Clifford Bradshow (mise en scène de Sam Mendes).
Il est l'auteur de trois pièces de théâtres[source secondaire souhaitée] créées par la compagnie Balister :
- Le Vilain Mire (1995)
- Les Bêtes à foin (1996)
- 1189 Bertrand de Gourdon (1997).

Il est également le scénariste de la bande dessinée Les Aventures de Tod Berova et l'auteur de plusieurs nouvelles d'anticipation[source secondaire souhaitée].

## Filmographie

### Longs métrages
- 2017 : Épouse-moi mon pote de Tarek Boudali : le professeur de Yassine
- 2021 : Vacances sur Terre de Igor Pejic : Robert

### Courts métrages
- 1993 : L'indifférent de Bertrand Groissard : l'indifférent
- 1996 : X213 de Bruno Valere : Tom
- 1997 : Demain encore de Stéphane Milot : Lui
- 2002 : Gagna de Hugo Merival : Thierry
- 2025 : J'aurais dû de Melvinn Bal : Florian

## Doublage

### Cinéma

#### Films
- Luke Wilson dans (18 films) :
  - Best Men (1997) : Jesse
  - Flic de haut vol (1999) : Carlson
  - Charlie et ses drôles de dames (2000) : Pete Komisky
  - Charlie's Angels 2 : Les anges se déchaînent ! (2003) : Pete Komisky
  - Esprit de famille (2005) : Ben Stone
  - Ma super ex (2006) : Matt Saunders
  - Motel (2007) : David Fox
  - Henry Poole (2008) : Henry Poole
  - Middle Men (2009) : Jack Harris
  - Panique aux funérailles (2010) : Derek
  - Dans la brume du soir (2015) : Phil
  - Seul contre tous (2015) : Roger Goodell
  - En approchant l'inconnu (en) (2016) : Louis « Skinny » Skinner
  - Arizona (en) (2018) : Scott
  - Retour à Zombieland (2019) : Albuquerque
  - Gasoline Alley (2022) : l'inspecteur Vargas
  - Fingernails (en) (2023) : Duncan
  - Horizon : Une saga américaine, chapitre 1 (2024) : Matthew Van Weyden

- Christian Bale dans (12 films) :
  - Batman Begins (2005) : Bruce Wayne / Batman
  - Le Prestige (2006) : Alfred Borden
  - The Dark Knight : Le Chevalier noir (2008) : Bruce Wayne / Batman
  - Fighter (2010) : Dicky Eklund
  - The Dark Knight Rises (2012) : Bruce Wayne / Batman
  - Exodus: Gods and Kings (2014) : Moïse
  - Mowgli : La Légende de la jungle (2018) : Bagheera
  - Vice (2018) : Dick Cheney
  - Le Mans 66 (2019) : Ken Miles
  - Thor: Love and Thunder (2022) : Gorr, le massacreur de dieux
  - Amsterdam (2022) : Burt Berendsen
  - The Pale Blue Eye (2022) : Augustus Landor

- James Franco dans (11 films) :
  - Spider-Man (2002) : Harry Osborn
  - Spider-Man 2 (2004) : Harry Osborn
  - The Dead Girl (2006) : Derek
  - Flyboys (2007) : Blaine Rawlings
  - Spider-Man 3 (2007) : Harry Osborn / le nouveau Bouffon Vert
  - En cloque, mode d'emploi (2007) : lui-même
  - Crazy Night (2010) : Taste
  - 127 heures (2011) : Aron Ralston
  - The Iceman (2013) : Marty
  - Dangerous People (2014) : Tom Wright
  - This Is Your Death (en) (2017) : le présentateur

- Paddy Considine dans (5 films) :
  - Born Romantic (2001) : Ray
  - In America (2001) : Johnny
  - La Vengeance dans la peau (2007) : Simon Ross
  - Le Dernier Pub avant la fin du monde (2013) : Steven Prince
  - La Mort de Staline (2017) : Andreï Andreïev

- Johnny Knoxville dans (5 films) :
  - Tolérance Zéro (2004) : Ray Templeton
  - The Ringer (2006) : Steve Barker
  - Bad Grandpa (2013) : Irving Zisman
  - Elvis and Nixon (2016) : Sonny
  - Polar (2019) : Michael Green

- Josh Lucas dans (5 films) :
  - Poséidon (2006) : Dylan Johns
  - Le Secret de Peacock (2010) : l'officier Tom McGonigle
  - Bébé mode d'emploi (2010) : Sam
  - J. Edgar (2010) : Charles Lindbergh
  - What They Had (2018) : Eddie

- Tony Goldwyn dans (4 films) :
  - The Belko Experiment (2016) : Barry Norris
  - The Secret Man: Mark Felt (2017) : Edward S. Miller
  - La Méthode Williams (2021) : Paul Cohen
  - Murder Mystery 2 (2023) : Monsieur Silverfox

- Heath Ledger (*1979-2008) dans :
  - Chevalier (2001) : William Tatcher / Ulrich Von Liechtenchtein
  - Les Frères Grimm (2005) : Jacob Grimm
  - L'Imaginarium du docteur Parnassus (2009) : Tony

- Guy Pearce dans :
  - Démineurs (2010) : le sergent Matt Thompson
  - Lock Out (2012) : Snow
  - Breathe In (2013) : Keith Reynolds

- Casper Van Dien dans : 
  - Tarzan et la Cité perdue (1998) : Tarzan / John Clayton
  - The Flood (2023) : Russell Cody

- Shawn Hatosy dans :
  - Les Années lycée (1999) : Timothy Dunphy
  - Lady Chance (2003) : Mikey

- Stribor Kusturica dans :
  - La vie est un miracle (2004) : le capitaine Aleksic
  - Promets-moi (2007) : Topuz

- Devid Striesow dans :
  - Les Faussaires (2007) : Friedrich Herzog
  - À l'Ouest, rien de nouveau (2022) : le général Friedrichs

- Jason Patric dans :
  - Dans la vallée d'Elah (2007) : le lieutenant Kirklander
  - Armor (2024) : James Brody

- Koen De Bouw dans :
  - La Mémoire d'un tueur (2009) : Eric Vincke
  - Dossier K. (2009) : Eric Vincke

- Jason Clarke dans :
  - Zero Dark Thirty (2013) : Dan
  - L'Affaire de la mutinerie du Caine (2023) : le lieutenant Barney Greenwald

- 1997 : Ennemis rapprochés : le jeune policier (Scott Nicholson)
- 1998 : Le Masque de Zorro : ? ( ? )[1]
- 1999 : Chevauchée avec le diable : Turner Rawls (Matthew Faber)
- 1999 : Hôtel Paradiso, une maison sérieuse : M. Nice (Simon Pegg)
- 2000 : À l'aube du sixième jour : le snowboarder (Chris Cound)
- 2000 : The Patriot : Joshua (Shan Omar Huey)
- 2000 : Time and Tide : Tyler (Nicholas Tse)
- 2000 : Mafia parano : Dave Juniper (Michael Weatherly)
- 2001 : Le Dernier Château : Niebolt (Nick Kokich)
- 2001 : The One : D'Antoni (Richard Steinmetz (en))
- 2001 : La Chute du faucon noir : le sergent Lorenzo Ruiz (Enrique Murciano)
- 2001 : Princesse malgré elle : un journaliste ( ? )
- 2003 : Veronica Guerin : Gerry Hutch (Alan Devine)
- 2003 : Mystic River : Pete (Jonathan Togo)
- 2004 : Les Petits Braqueurs : Ferrell (James LeGros)
- 2004 : L'Exorciste : Au commencement : le père Francis (James D'Arcy)
- 2005 : Munich : Avner (Eric Bana)
- 2005 : The Jacket : Docteur Hopkins (Steven Mackintosh)
- 2005 : Shérif fais-moi peur, le film : Billy Prickett (James Roday)
- 2006 : The Host : Park Gang-du (Song Kang-ho)
- 2006 : Scandaleusement célèbre : Perry Smith (Daniel Craig)
- 2006 : Death Note : Souichiro Yagami (Takeshi Kaga)
- 2006 : Fast and Furious: Tokyo Drift : Takashi « D.K. » Kamata (Brian Tee)
- 2007 : Redacted : Gabe Blix (Kel O'Neill)
- 2008 : Braquage à l'anglaise : Eddie Burton (Michael Jibson)
- 2008 : Les Créatures de l'Ouest : Fergus Coffey (Karl Geary)
- 2009 : Max et les Maximonstres : le professeur (Steve Mouzakis)
- 2009 : Harry Potter et le Prince de sang-mêlé : le journaliste radio ( ? )
- 2009 : Clones : ? ( ? )
- 2009 : Made in Hungaria : le Camarade Árpád Bigali (Péter Scherer)
- 2010 : Harry Potter et les Reliques de la Mort, première partie : l'annonceur de la radio des sorciers ( ? )
- 2010 : Prince of Persia : Les Sables du Temps : ? ( ? )
- 2010 : Les Hommes de mes rêves : Troy Parker (Michael Landes)
- 2010 : Top Cops : Roy (Jason Lee)
- 2011 : Source Code : Derek Frost (Michael Arden)
- 2011 : Real Steel : ? ( ? )
- 2012 : Men in Black 3 : l'agent AA (Will Arnett)
- 2012 : Aftershock : Pollo (Nicolas Martinez)
- 2013 : The Ministers : Mike (Adrian Martinez)
- 2013 : Invasion sur la Lune : le colonel Gerard Brauchman (Christian Slater)
- 2015 : Poltergeist : Eric Bowen (Sam Rockwell)
- 2015 : Tous les chemins mènent à Rome : Luca (Raoul Bova)
- 2016 : Deadpool : « agent Smith » / Jared, le recruteur (Jed Rees)
- 2016 : Custody : Byron (Tony Torn)
- 2017 : Sleepless : Doug Dennison (David Harbour)
- 2018 : Mute : le sergent Robert Kloskowski (Daniel Fathers)
- 2018 : Paul, Apôtre du Christ : Luc l’évangéliste (Jim Caviezel)
- 2018 : Peterloo : John Thacker Saxton (John-Paul Hurley)
- 2019 : Doom: Annihilation : le capitaine Hector Savage (James Weber Brown)
- 2019[2] : Mission Paradis : ? ( ? )
- 2021 : Clean : ? ( ? )
- 2021 : A House on the Bayou : John Chambers (Paul Schneider)
- 2022 : Love & Gelato : Howard (Owen McDonnell)
- 2022 : Overdose : Eduardo Garcia (Alberto Ammann)
- 2022 : Dog : l'officier Shaugnessey (Bill Burr)
- 2022 : Le Livre de Catherine : Finneas, l'intendant (Akemnji Ndifernyan)
- 2023 : Die Hart : Danny Morrison (Brandon Quinn)
- 2023 : Golda : David Elazar (Lior Ashkenazi)
- 2025 : Captain America: Brave New World : le journaliste de Spectrum News (?)
- 2025 : Évanouis : le capitaine de la police Ed (Toby Huss)

#### Films d'animation
- 1994[3] : Pompoko : Hayashi
- 1994 : Astérix et les Indiens : un sénateur #1[4]
- 1997[5] : Détective Conan : Le Gratte-Ciel infernal : Shinichi Kudo
- 1998 : Détective Conan : La Quatorzième Cible : Shinichi Kudo, Peter Ford
- 1999[6] : Mes voisins les Yamada : le facteur, Tanaka, le policier
- 1999[7] : Détective Conan : Le Magicien de la fin du siècle : Shinichi Kudo, Ryu Sagawa, Kuranosuke Sawabe
- 2000 : Détective Conan : Mémoire assassine : Shinichi Kudo, Osamu Narasawa
- 2001[8] : Détective Conan : Décompte aux cieux : Shinichi Kudo, Yoshiaki Hara, Hosui Kisaragi, Gin
- 2006 : Lucas, fourmi malgré lui : Fugax
- 2006 : La Chorale : Gonji « Gon » Abe et M. Ikeno
- 2009 : One Piece : Strong World : Shiki le Lion doré
- 2009 : Marvel Knights : Black Panther : Klaw
- 2011 : Winnie l'ourson : Poil Long
- 2014 : La Grande Aventure Lego : Batman[9]
- 2016 : Kingsglaive: Final Fantasy XV : Pelna Khara
- 2017 : Lego Batman, Le Film : Batman[9]
- 2018 : Les Indestructibles 2 : Tommy, le chauffeur flegmatique
- 2019 : La Grande Aventure Lego 2 : Batman[9]
- 2024 : Baki Hanma vs Kengan Ashura : Jun Sekibayashi, Jerry Tyson et Seishu Akoya

### Télévision

#### Téléfilms
- Noam Jenkins dans :
  - Condamnés au silence (2013) : John Tomasetti
  - Le Campus de la honte (2014) : Aiden Peters
  - Que s'est-il passé cette nuit-là ? (2017) : Dr Mitch Cooper
  - Mystères croisés : Le manoir de tous les secrets (2020) : Alistair

- 2003 : Pancho Villa : Frank Thayer (Eion Bailey)
- 2012 : Hemingway and Gellhorn : Chou en-laï (Antony Brandon Wong)
- 2013 : Un intrus dans ma maison : Forrest Hayes (Jamie Kennedy)
- 2014 : Warren Jeffs : Le Gourou polygame : Warren Jeffs (Tony Goldwyn)
- 2015 : The Casual Vacancy : Miles Mollison (Rufus Jones)
- 2015 : Un refuge pour mon bébé : Craig (Lochlyn Munro)
- 2016 : Arrêtez ce mariage : Jake (David Lewis)
- 2020 : Un bon flic : Les morts ne parlent plus : Bruno Bogdan (Carlo Ljubek)
- 2021 : Les malheurs de Ruby : D'or et de lumière : l'avocat de Tate (Jeb Beach)

#### Séries télévisées
- Shawn Doyle dans (9 séries) :
  - Big Love (2006-2010) : Joey Henrickson (43 épisodes)
  - Lie to Me (2010) : Mike Salinger (saison 3, épisode 1)
  - Flashpoint (2012) : Brendan Rogan (saison 5, épisode 2)
  - Vegas (2013) : l'agent Patrick Byrne (6 épisodes)
  - King and Maxwell (2013) : Nikoloz Arziani (épisode 2)
  - Reign : Le Destin d'une reine (2013) : Claude de Guise (saison 1, épisodes 3 et 4)
  - Fargo (2014) : Vern Thurman (saison 1)
  - Billions (2017) : Hank Flagg (saison 2, épisode 6)
  - Star Trek: Discovery (2021-2022) : Ruon Tarka (saison 4)

- David Starzyk (en) dans (7 séries) :
  - Sabrina, l'apprentie sorcière (2001) : le professeur Arthur Carlin (2e voix - saison 6, épisode 8)
  - Ce que j'aime chez toi (2005) : Paul (saison 3, épisode 22)
  - Veronica Mars (2005-2007 / 2019) : Richard Casablancas (9 épisodes)
  - Charmed (2006) : Carl Jenkins (saison 8, épisodes 11 et 17)
  - Sept à la maison (2005-2006) : le père de Rose (saison 10, 3 épisodes)
  - NCIS : Enquêtes spéciales (2007) : Allen J. Carter (saison 4, épisode 13)
  - Castle (2010) : Lee Copley (saison 2, épisode 24)

- Noam Jenkins dans (7 séries) :
  - Rookie Blue (2010-2012) : le lieutenant Jerry Barber (35 épisodes)
  - Longmire (2013-2016) : l'agent Towson (saison 2, épisode 1 et saison 5, épisode 6)
  - Mistresses (2015) : Luca Raines (saison 3)
  - Killjoys (2017) : Radek (saison 3, épisode 5)
  - La République de Sarah (2021) : William Whitmore (7 épisodes)
  - Alert (2023) : Roger Garber (saison 1, épisode 1)
  - Reacher (2023-2024) : le sénateur Lavoy (saison 2, épisodes 5 et 7)

- Matt Oberg (en) dans (5 séries) :
  - The Comedians (en) (2015) : Mitch Reed (13 épisodes)
  - Bienvenue chez les Huang (2017-2020) : Matthew Chestnut (14 épisodes)
  - Mom (2018) : Geoffrey (saison 5, épisode 9 et saison 6, épisode 1)
  - Modern Family (2018) : Trent (saison 10, épisode 4)
  - Briarpatch (2020) : le sergent Henry Mock (épisodes 6 et 8)

- Cristián de la Fuente dans (4 séries) :
  - US Marshals : Protection de témoins (2008-2012) : Raphael Ramirez (23 épisodes)
  - Private Practice (2010-2011) : Dr Eric Rodriguez (saison 4)
  - Royal Pains (2014) : Tobias (saison 6, épisodes 10 et 11)
  - Devious Maids (2015) : Ernesto Falta (saison 3)

- Dylan Walsh dans (4 séries) :
  - Unforgettable (2011-2016) : l'inspecteur Al Burns (61 épisodes)
  - Les Experts (2012) : Tom Cooley (saison 13, épisode 8)
  - Revenge (2013) : Jason Prosser (saison 2, épisodes 11 et 12)
  - Whiskey Cavalier (2019) : Alex Ollerman (4 épisodes)

- Will Arnett dans :
  - 30 Rock (2007-2013) : Devon Banks (9 épisodes)
  - The Office (2011) : Fred Henry (saison 7, épisode 24)
  - Riviera (2019) : Jeff (10 épisodes)

- Luke Wilson dans :
  - Room 104 (2019) : Remus (saison 3, épisode 1)
  - Stargirl (2020-2022) : Patrick « Pat » Dugan / S.T.R.I.P.E. (en) (39 épisodes)
  - Derrière la façade (en) (2024) : JD Campbell

- Paul Schneider dans :
  - Parks and Recreation (2009-2010) : Mark Brendanawicz (30 épisodes)
  - Florida Man (2023) : Andy Boone (mini-série)

- Josh Randall dans :
  - Grey's Anatomy (2011) : William (saison 7, épisode 15)
  - Grey's Anatomy : Station 19 (depuis 2021) : le capitaine Sean Beckett

- Tony Goldwyn dans :
  - Scandal (2012-2018) : le président Fitzgerald Grant (124 épisodes)
  - Chambers (2019) : Ben Lefevre (10 épisodes)

- Charlie Creed-Miles dans :
  - Peaky Blinders (2013) : Billy Kimber (saison 1)
  - Criminal Record (en) (2024) : l'inspecteur Tony Guilfoyle

- Derek Cecil (en) dans :
  - House of Cards (2014-2018) : Seth Grayson (50 épisodes)
  - Jack Ryan (2023) : le sénateur Henshaw (saison 4)

- James Carpinello dans :
  - Gotham (2016-2017) : Mario Falcone (8 épisodes)
  - The Enemy Within (2019) : Anthony Cabrera (6 épisodes)

- Rufus Jones dans :
  - Loaded (2018) : Miles
  - Rivals (2024) : Paul Stratton

- Brent Stait dans :
  - Snowpiercer (2021) : Jakes Carter (2e voix, saison 2)
  - Chesapeake Shores (2021-2022) : Bennet Sullivan (3 épisodes)

- 1994-1997 : Loïs et Clark : Les Nouvelles Aventures de Superman : Jimmy Olsen #2 (Justin Whalin) (66 épisodes)
- 1997-1998 : Oz : Peter Schibetta (Eddie Malavarca) (saisons 1-2)
- 1999-2000 : Sabrina, l'apprentie sorcière : Brad Alcerro (Jon Huertas) (12 épisodes)
- 1999-2005 : Mes parents cosmiques : Trent Clements (Keith Warwick (en))
- 2001-2002 : Six Feet Under : Matthew Gilardi (Gary Hershberger (en))
- 2002-2005 : Elisa : Cristiano Caracciolo (Antonio Cupo (en))
- 2002-2006 : Les Soprano : Finn DeTrolio (Will Janowitz (en)) (14 épisodes)
- 2002-2011 : Ma tribu : Roger Bailey Jr. (Keiron Self (en))
- 2007-2011 : New York, unité spéciale : Russell Hunter (Austin Lysy (it)) (7 épisodes)
- 2007-2012 : iCarly : le principal Theodore « Ted » Franklin (Tim Russ) (9 épisodes)
- 2007 / depuis 2012 : Amour, Gloire et Beauté : Arthur Harrison (Roark Critchlow) (5 épisodes) / Ridge Forrester (Thorsten Kaye) (1505 épisodes - en cours)
- 2008 : Crash : Styx (Josh Berry)
- 2008 : Samurai Girl : Tasuke Kogo (Anthony Brandon Wong (en))
- 2012 : Hunted : Stephen Turner (Stephen Campbell Moore)
- 2013 : The Mindy Project : Paul Leotard (James Franco) (saison 2, épisodes 1 et 2)
- 2013 : Dracula : Lord Laurent (Anthony Howell (en))
- 2013-2016 : Les Sirènes de Mako : Dr Rob Blakely (John O'Brien) (14 épisodes)
- 2014 : The Strain : Ansel Barbour (Nikolai Witschl) (5 épisodes)
- 2015-2018 : No Offence : Spike Tanner (Will Mellor (en)) (21 épisodes)
- 2016 : Once Upon a Time : Mr. Hyde (Sam Witwer) (5 épisodes)
- 2016-2022 : The Crown : David, duc de Windsor (Alex Jennings) (7 épisodes)
- 2017 : The Girlfriend Experience : Paul (Harmony Korine)
- 2017 : Mindhunter : Frank Janderman (Jesse C. Boyd) (saison 1, épisodes 5 et 6)
- 2017-2018 : Shades of Blue : Nate Wozniak (Cameron Scoggins) (12 épisodes)
- 2018 : L'Aliéniste : Dr Fuller (Michael Jibson (en))
- 2018 : La Foire aux vanités : Rawdon Crawley (Tom Bateman) (mini-série)
- 2018 : When Heroes Fly : Avi (Micha Celektar)
- 2018 : Unforgotten : Le Passé déterré : John Bentley (Alastair Mackenzie) (saison 3)
- 2019 : Quatre mariages et un enterrement (en) : Marcus (Jamie Demetriou) (mini-série)
- 2019 : Easy : Ryan (Cliff Chamberlain) (saison 3, épisodes 1 et 5)
- 2019 : Jett (en) : Sweeney (Stuart Hughes (en)) (épisodes 1 et 4)
- 2019-2020 : The Politician : Tino McCutcheon (Sam Jaeger) (5 épisodes)
- 2020 : Brews Brothers (en) : Ben (Wayne Federman)
- 2020 : Paranormal : Refaat Ismail (Ahmed Amin (en))
- 2020 : Brooklyn Nine-Nine : Brad Portenburg (Paul Welsh) (saison 7, épisode 3)
- 2020 : The Gloaming (en) : Alex O'Connell (Ewen Leslie)
- 2020 : Coup pour coup (es) : ? (?) (mini-série)
- 2020-2022 : Snowpiercer : Dr Henry Klimpt (Happy Anderson) (saison 1), Robert Folger (Vincent Gale) (1re voix), Icy Bob (Andre Tricoteux (en)) (saison 2) et Stu Whiggins (Kristian Bruun) (saison 3)
- 2020-2023 : Ragnarök : Vidar Jutul / Fárbauti (Gísli Örn Garðarsson (en)) (14 épisodes)
- depuis 2020 : À l'ombre des Magnolias : Ronnie Sullivan (Brandon Quinn) (11 épisodes)
- 2021 : La Cuisinière de Castamar : le roi Philippe V (Joan Carreras)
- 2021 : Colin en noir et blanc : ? ( ? ) (mini-série)
- 2021 : Britannia : Blain (Dustin Demri-Burns (en))
- 2022 : Inventing Anna : Todd (Arian Moayed) (mini-série)
- 2022 : Black Bird : Brian Miller (Greg Kinnear) (mini-série)
- 2023 : Secret Invasion : Victor Dalton (Mark Bazeley) (mini-série)
- 2023 : Slip (en) : Nick Santorelli (Dan Skene)
- 2023 : Ghosts of Beirut (en) : Daqduq (Mohamed Boussalem) (mini-série)
- 2023 : Chargés à bloc : l'agent spécial du FBI Ferguson (Michael Landes) (saison 1, épisode 7)
- 2024 : Monarch: Legacy of Monsters : Ben Brandt (Isaac Keoughan) (saison 1, épisode 9)
- 2024 : Palm Royale : Douglas (Josh Lucas) (mini-série)
- 2025 : Daredevil: Born Again : Adam (Lou Taylor Pucci) (saison 1, épisode 4)
- 2025 : La Résidence : Tripp Morgan (Jason Lee) (mini-série)
- 2025 : Faute de preuves : Germán Schulz (Pablo Cura) (mini-série)
- depuis 2025 : MobLand : Kevin Harrigan (Paddy Considine)

#### Séries d'animation
- 1986-1987[n 1] : Ken le Survivant : Kenshiro et Fudoh
- 1998[n 2] : Lodoss : La Légende du Chevalier héroïque : le narrateur, Eto, Cecil et Grievus
- 2002-2003 : Mars the Terminator[10] : Mars et Rush
- 2006-2007 : Shuriken School : Tetsuo (création de voix)
- 2006-2015 : Georges le petit curieux : le professeur Desai
- 2008-2009 : Spectacular Spider-Man : Harry Osborn / le Bouffon Vert
- 2009 : One Piece : Shiki le lion d'or
- 2010 : Les Griffin : Brian Griffin / Chewbacca (saison 9, épisode 18)
- 2010-2011 : Diego et Ziggy : Joe
- 2011 : Les Sauvenature : l'oncle Mark
- 2011-2012 : Thundercats : Viragor et le duelliste
- 2012-2016 : Les Nouvelles Aventures de Peter Pan : Chulun et Jaro
- 2019 : Love, Death and Robots : Nicolai Zakharov (saison 1, épisode 18)
- 2019 : Ultramarine Magmell (en) : Daysom
- 2019-2023 : Kengan Ashura : Makoto Yanagi, Jun Sekibayashi et Jerry Tyson
- 2020 : I'm Standing on a Million Lives : Kamilt et le père de Kusue
- 2021 : Invincible : Steve[n 3] (saison 1, épisodes 1 et 2)
- 2021 : Baki Hanma : le gardien de prison qui agresse Baki et voix additionnelles
- 2021 : Super Crooks (en) : « Le Gladiateur » et « The Utopian »
- 2022 : Spriggan (en) : Hummingbat et voix additionnelles
- 2023 : Akuma-kun (en) : Tobayama, le maire et Ei
- 2024 : Garōden : La Voie du loup solitaire : Fuhito Tamon
- 2024 : Creature Commandos : Edward Mazursky
- 2025 : Tales of the Underworld : Tay

### Jeux vidéo
- 2005 : Batman Begins : Bruce Wayne / Batman
- 2006 : Lucas, fourmi malgré lui : Fugax
- 2008 : Kung Fu Panda : Maître Grue
- 2010 : Assassin's Creed Brotherhood : voix additionnelles
- 2011 : Alice : Retour au pays de la folie : la Similie-Tortue et le père d'Alice
- 2011 : FEAR 3 : Fettel
- 2012 : Call of Duty: Black Ops II : David Mason alias Section
- 2012 : Marvel Heroes : Daredevil
- 2013 : Tomb Raider : le Dr. Whitman
- 2013 : Defiance : Psycho
- 2014 : The Evil Within : Ruben Victoriano / Ruvik
- 2014 : Dragon Age : Inquisition : L'Inquisiteur (voix masculine 1)
- 2014 : Infamous: First Light : Shane
- 2014 : The Elder Scrolls Online : Argonian Mâle
- 2015 : The Witcher 3: Wild Hunt : Graden et divers personnages
- 2015 : Fallout 4 : Harvey (DLC Nuka World)
- 2016 : Tom Clancy's The Division : voix additionnelles
- 2016 : The Witcher 3: Wild Hunt - Blood and Wine : Guillaume de Launfal
- 2018 : Detroit: Become Human : Perkins / voix additionnelles
- 2018 : Spider-Man : voix additionnelles (policiers, sans abris, agents de Sable International, ...)
- 2018 : Call of Duty: Black Ops IIII : Bruno Delacroix
- 2019 : Anno 1800 : le rédacteur en chef
- 2020 : Star Wars: Squadrons : Shen
- 2020 : World of Warcraft: Shadowlands : Marchedroit Adrestès
- 2020 : Cyberpunk 2077 : Jefferson Peralez et voix additionnelles
- 2020 : Call of Duty: Black Ops Cold War  : l'opérateur Baker
- 2021 : Assassin's Creed Valhalla : l'Abbé Eogan (DLC : La Colère des Druides)
- 2022 : Dying Light 2 Stay Human : ?
- 2022 : The Quarry : Travis Hackett[11]
- 2023 : Atomic Heart : ?
- 2023 : Horizon Forbidden West: Burning Shores : Walter Londra
- 2023 : Final Fantasy XVI : l'empereur Sylvestre Lesage
- 2023 : Agatha Christie - Hercule Poirot : The London Case : Nathaniel Dryden
- 2023 : Cyberpunk 2077 : Phantom Liberty : Jefferson Peralez
- 2024 : Dragon Age: The Veilguard : L'Inquisiteur (voix masculine 2)
- 2025 : Assassin's Creed Shadows : « Le Cavalier »
- 2025 : Mafia: The Old Country : Pasquale

## Voix-off

### Documentaire
- 2021 : Apocalypse Nolan

### publicité[source secondaire souhaitée]
- Renault (interprétation et voix-off)
- Guitar Hero Live (voix française James Franco)
- Peugeot
- Zalando (voix française de James Franco)

### Radio
- Radio FG (depuis 2023)[source secondaire souhaitée]